# Lent biconvexa

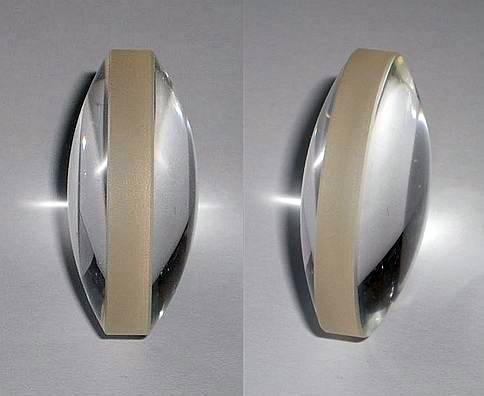
Imatge que il·lustra com és formalment una lent biconvexa convergent.

La lent biconvexa és un tipus de lent convergent que les seves dues superfícies són convexes. Les lents convergents són aquelles on el raig de llum que hi incideix es concentra, convergeix, en un sol punt. Per tant, son lents més gruixudes en el centre que no pas en els extrems. Existeixen dos tipus de lents convergents a part de la biconvexa i aquestes són les concavoconvexes i les planoconvexes.

## Funcionament de la lent
La cara esquerra d'aquesta lent té el radi positiu mentrestant que la cara dreta té el radi negatiu. Per tant, representat en signes i pensant en els rajos, seria de la següent manera: f negatiu i f' positiu.
- Si s<f la imatge es real, invertida i la seva mida pot variar.
  - Si s<2f, la imatge és menor
  - Si s=2f, la imatge és representa a mida real
  - Si 2f<s, la imatge és major
  - En aquest traçat els raigs de llum sempre són convergents i, per tant, la imatge és real
- Si s=f, no es forma cap imatge
- Si f<s, la imatge es virtual, no invertida i major, portant-nos a la idea de la lupa[1]

## Correcció cromàtica
Va ser Newton qui va proposar una solució per tal de corregir l'aberració cromàtica en les lents. Aquest problema consisteix en un tipus de distorsió a causa que les lents són incapaces d'enfocar tots els colors en un mateix punt. Causant així que es creïn diferents imatges, una per cada color, amb una distància focal diferent i com a conseqüència amb un grau diferent de nitidesa.

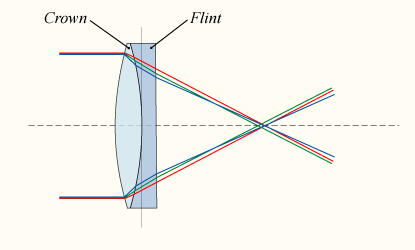
Imatge que ens mostra com funciona un doblet acromàtic.

Imatge que ens mostra com funciona un doblet acromàtic. Per tant, es va iniciar un projecte que consistia a col·locar dos prismes un al costat de l'altre però totalment invertits. Això permet que la descomposició de la llum que projecta un prisma es veu compensada per l'altre.
Tot i així el sistema òptic més senzill per solucionar aquest conflicte el va proposar Charkes Chevalier, el qual consisteix en un sistema format per dues lents, conegut com a doblet acromàtic. Les dues que el formen són: lent convergent biconvexa (vodre crown) i lent còncava-convexa (vindre flint). Aquests dos vidres (crown i flint) creen una dispersió de la llum en forma oposada compensant la projecció de la llum.

## Lent biconvexa en la cambra obscura
Durant el desenvolupament de l'estudi sobre la càmera obscura, després que Leonardo da Vinci realitzes grans passos decisius al comprar la cambra obscura amb l'ull humà, altres avenços per a la millora d'aquest invent es van dur a terme durant el segle xvi. Un d'ells seria l'aplicació de la lent biconvexa, de dues cares arrodonides, que va realitzar Girolamo Cardano (1501-1576) per tal d'obtenir una imatge molt més nítida i clara.
Més tard, durant l'any 1567 a La Practica della Perpettiva, Daniel Barbaro (1513-570) va aplicar a una cambra obscura una lent biconvexa per tal de demostrar que la imatge que quedava reproduïda era molt més vívida si la lent estava coberta amb una petita circumferència al mig.